# Soxhletův extraktor
Soxhletův extraktor je laboratorní skleněná pomůcka vynalezená roku 1879 Franzem von Soxhletem. Původně byl vyvinut pro extrakci lipidů z pevného materiálu. Běžně je využíván pro extrakci z pevných látek, které jsou omezeně rozpustné v daném rozpouštědle. Umožňuje extrakci velkého množství materiálu s využitím malého objemu rozpouštědla, které je během procesu neustále recyklováno.

## Popis
Do střední části extraktoru se vkládá patrona z propustného materiálu, v které je obsažena výchozí pevná směs. K zábrusu na spodní části se připojí baňka s rozpouštědlem a k horní části zpětný chladič. Rozpouštědlo se zahřeje k varu, v chladiči kondenzuje a kondenzát kape do patrony, kde probíhá extrakce. Po dosažení úrovně přepadu dojde k přečerpání roztoku extrahované látky v rozpouštědle do destilační baňky, a celý cyklus se opakuje.
Během každého cyklu se vyextrahuje část požadované látky z výchozí směsi, tato látka se postupně koncentruje v destilační baňce.

Schéma Soxhletova extraktoru. 1: Míchadlo 2: Destilační baňka 3: Trubice, kterou prochází destilované rozpouštědlo 4: Propustná patrona 5: Pevná látka 6: Přepad pro odvod rozpouštědla s extraktem 7: Výstup z přepadu 8: Připojení chladiče 9: Chladič 10: Výstup chladicí vody 11: Vstup chladicí vody
Průběh extrakce
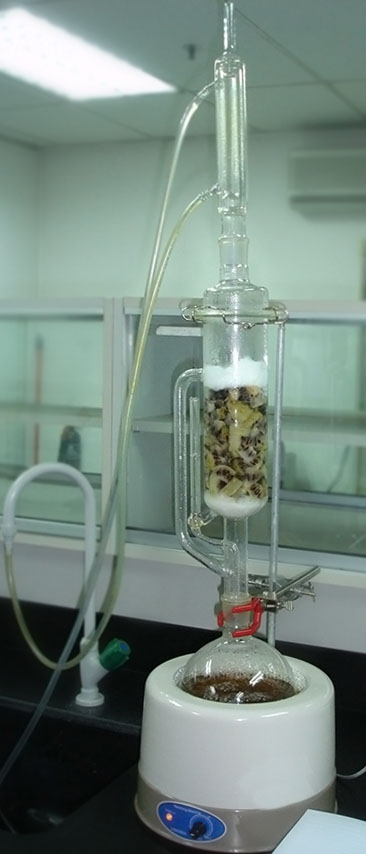
Ukázka aparatury (improvizované provedení náplně – bez kapsle)